# Demianów
Demianów (ukr. Дем'янів) – wieś na Ukrainie, w  obwodzie iwanofrankiwskim, w rejonie iwanofrankiwskim.
Przez wieś przebiega droga krajowa N09. Znajduje tu się stacja kolejowa Bursztyn, położona na linii Lwów – Czerniowce.